# Feuchte Wundbehandlung
Die feuchte Wundbehandlung wird auch als ideal feuchte, moderne, aktive (interaktive, hydroaktive, zwischenaktive) Wundbehandlung bezeichnet und kommt besonders bei sekundär heilenden Wunden (meistens Krankenhausversorgung), chronischen Wunden (meistens ambulante Pflegeversorgung) zum Einsatz.

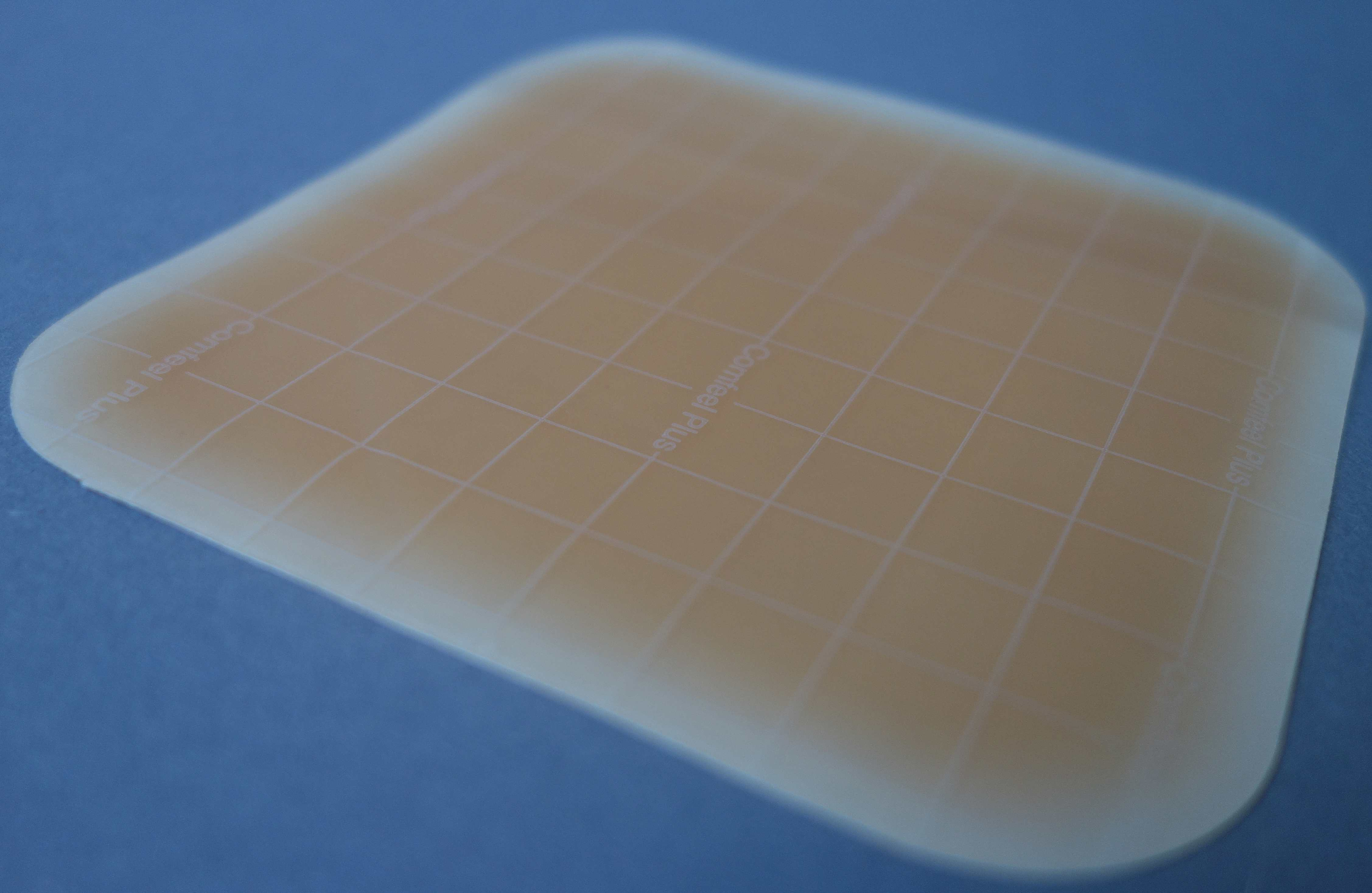
Hydrokolloid-Wundauflage

## Ziele und Ablauf der Feuchten Wundbehandlung
Ziel der feuchten Wundbehandlung ist, ein ideales Wundheilungsmilieu durch Schutz der Wunde vor Austrocknung, -kühlung und eindringenden Keimen zu schaffen, sowie einen ungehinderten Austausch von Gasen und Wasserdampf zu gewährleisten. Jeglicher Wundbehandlung steht das Erkennen, die Behandlung und – soweit möglich – die Beseitigung der zugrundeliegenden Ursachen, wie einer möglichen Grunderkrankung, voran. Die Wundbehandlung beginnt mit der Reinigung der Wunde, dann folgt die Versorgung mit entsprechenden Wundauflagen. Die Dokumentation der geleisteten Tätigkeiten schließt den Arbeitsprozess ab. 

## Wundauflagen der feuchten Wundbehandlung
Bei der traditionellen trockenen Wundbehandlung können zwar manche Materialien als Träger von Medikamenten dienen. Bei der modernen feuchten Wundbehandlung wirken die Wundauflagen dagegen selbst als therapeutisches Mittel, indem sie das erwünschte feuchte Milieu der Wunde erhalten und regulieren. Einige der Produkte dieser Versorgungsform gehen über diesen Anspruch hinaus, indem sie die Heilung direkt beeinflussen.

### Aktive Wundauflagen
Aktive Wundauflagen fördern die Wundheilung beispielsweise durch Einbringung oder Anregung der körpereigenen Produktion von Kollagen oder Wachstumsfaktoren oder bekämpfen – etwa durch enthaltenes Silber – entzündliche Prozesse. Einige der in der feuchten Wundversorgung zur Anwendung kommenden Verbandstoffe wirken durch enthaltene Arzneien und sind daher nicht als Medizinprodukte, sondern – zumindest anteilig – als Arzneimittel zu werten. Maßgeblich hierfür sind die Einschätzungen und Angaben der Hersteller. Im Hinblick auf den Schutz der Patienten wird die Praxis, auch Produkte, die einen wesentlichen Arzneistoffanteil haben, nach den weniger strengen Maßgaben des Medizinproduktegesetzes in Verkehr zu bringen, kritisch gesehen.

### Produktauswahl
Die Auswahl der Wundauflage orientiert sich an mehreren Faktoren, beispielsweise der Wundphase, daher können auch Verbandmaterialien der trockenen Wundversorgung zum Einsatz kommen. Wundauflagen die typischerweise in der feuchten Wundbehandlung genutzt werden, sind:
- Hydroaktive Wundauflagen, wie Alginate, Hydrokolloide, -gele, -polymere, Polyurethan-Schaumstoff und semipermeable Wundfolien
- Interaktive Wundauflagen, wie kollagen- und gelatinehaltige Wundauflagen und Wundtherapeutika mit Hyaluronsäure
- Wundauflagen, die gegen Geruch und Bakterien wirken, wie polyhexanid-, silber- und kohlehaltige, sowie hydrophobe Wundauflagen

## Feuchte Wundbehandlung in früherer Zeit
Im Mittelalter und der Frühen Neuzeit wurden bereits feuchtwarme Kompressen (als „feuchte Bähung“, lateinisch embrocatio oder fomentum) als Wundauflage und zur Therapie entzündlicher Augenerkrankungen angewendet. Der mittelhochdeutsche Begriff baehen meint: „durch Umschläge erwärmen“.